# Abdul-Rahim Hamed
Abdul-Rahim Hamed Aufi (23 maggio 1963) è un ex calciatore iracheno, di ruolo attaccante.

## Carriera
Con la Nazionale irachena ha partecipato ai Mondiali 1986 disputando 3 partite.